# Liraglutida
liraglutida és un medicament que s'utilitza per tractar la diabetis de tipus 2, l'obesitat i el control del pes crònic. En la diabetis és un agent menys preferit en comparació amb la metformina. Els seus efectes sobre els resultats de salut a llarg termini com les malalties del cor i l'esperança de vida no estan clars. S'administra per injecció sota la pell.
Els efectes secundaris comuns inclouen nivells baixos de sucre en sang, nàusees, marejos, dolor abdominal i dolor al lloc de la injecció. Els efectes secundaris gastrointestinals solen ser més forts al començament del període de tractament i disminueixen amb el temps. Altres efectes secundaris greus poden incloure càncer medul·lar de tiroide, angioedema, pancreatitis, malalties de la vesícula biliar i malalties renals. L'ús durant l'embaràs i la lactància materna és de seguretat poc clara. La liraglutida és un agonista del receptor GLP-1 semblant al glucagó (agonista del receptor GLP-1) també conegut com a mimètics de la incretina. Funciona augmentant l'alliberament d'insulina del pàncrees i disminueix l'alliberament excessiu de glucagó.
La liraglutida va ser aprovada per a ús mèdic a la Unió Europea el 2009 i als Estats Units el 2010.
Està comercialitzat a Espanya com a Saxenda, Victoza.